# Gamblers de Houston (1983)
Ne doit pas être confondu avec Gamblers de Houston (2022).

Les Gamblers de Houston (en anglais : Houston Gamblers) sont une franchise professionnelle de football américain basée à Houston au Texas et créée en 1982.
Elle a participé aux saisons 1984 et 1985 de la défunte United States Football League (USFL).
L'équipe disputait ses matchs à domicile à l'Astrodome et son joueur le plus réputé était son quarterback Jim Kelly.
La franchise fusionne avec celle des Generals du New Jersey, nom de la nouvelle entité, mais la saison 1986 ne voit jamais le jour, l'USFL ayant mis un terme à ses activités.
| Saison | Vic. | Déf. | Nuls | Classement              | Phase finale       |
| ------ | ---- | ---- | ---- | ----------------------- | ------------------ |
| 1984   | 13   | 5    | 0    | USFL 1er division Ouest | Quart de finaliste |
| 1985   | 10   | 8    | 0    | USFL 3e division Ouest  | Quart de finaliste |